# Arturo Duque Villegas
Arturo Duque y Villegas (Abejorral, 27 de noviembre de 1899-Medellín, 26 de julio de 1977) fue un eclesiástico colombiano de la Iglesia católica, arzobispo de Manizales de 1959 a 1975.

## Familia
De ascendencia del caballero Juan Duque de Estrada (1644 † 1728), nació en Antioquia el 1899 hijo de Rafael Duque y Jaramillo, con Filomena Villegas y Echeverri. Fue ordenado sacerdote el 27 de marzo de 1926 y se desempeñó como cura párroco de Sonsón hasta que el 12 de junio de 1949 el papa Pío XII lo nombra obispo auxiliar de Ibagué, en 1957 es nombrado obispo titular de dicha diócesis hasta que el 7 de julio de 1959 fue nombrado arzobispo de Manizales por el papa Juan XXIII.
En 1975 el Papa Pablo VI aceptó su renuncia por motivos de edad. Monseñor Arturo Duque se estableció en Medellín, donde murió el 26 de julio de 1977.

### Condecoraciones

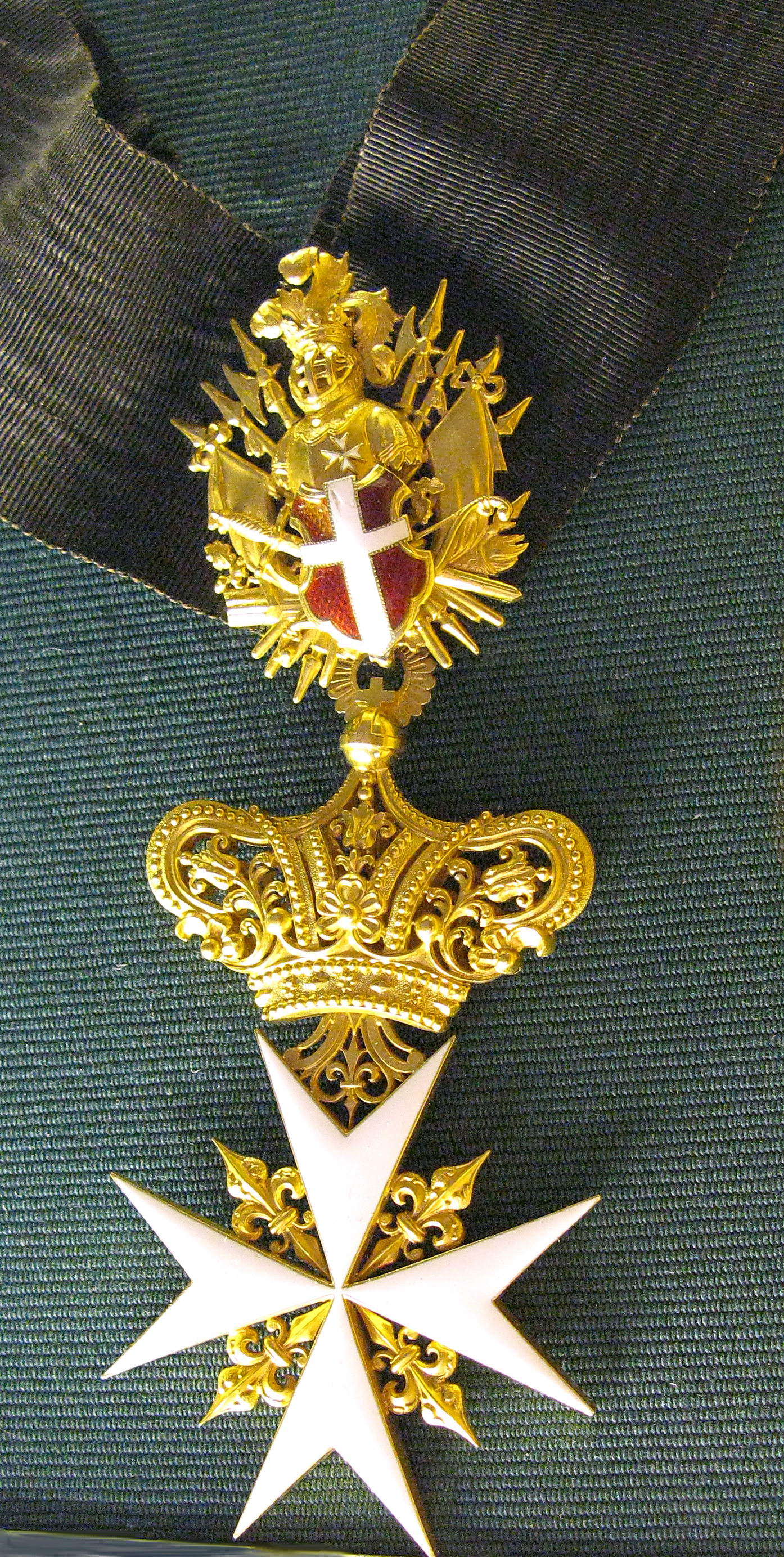

Duque recibió las siguientes condecoraciones:
- - Orden de Boyacá (Placa de Gran Oficial)
- - Orden de Malta (Capellán magistral).